# Лищицька сільська рада
52°16′25″ пн. ш. 23°30′5″ сх. д. / 52.27361° пн. ш. 23.50139° сх. д.
Ли́щицька сільська́ ра́да (біл. Лы́шчыцкі сельсавет) — адміністративно-територіальна одиниця у складі Берестейського району, Берестейської області Білорусі. Адміністративний центр сільської ради — агромістечко Нові Лищиці.

## Розташування
Лищицька сільська рада розташована на крайньому південному заході Білорусі, на заході Берестейської області, на північний захід від обласного та районного центру Берестя. На заході та півночі вона межує із Кам'янецьким районом, на сході — із Чорнавчицькою сільською радою, на півдні — із Мотикальською сільською радою.
Найбільша річка, яка протікає в східній частині території сільради, із півночі на південь — Лісна (85 км), права притока Західного Бугу, а також невеличкі річки Сорока та Люта, (басейн Вісли). Великих озер на території сільради немає. Уздовж річки Лісної розташовано ряд невеличких озер старичного типу.

## Склад
До складу Лищицької сільської ради входить 17 населених пунктів, із них: 1 агромістечко та 16 сіл.
| Населений пункт | Тип          | Населення, осіб (2009) | Координати                                                            |
| --------------- | ------------ | ---------------------- | --------------------------------------------------------------------- |
| Нові Лищиці     | село         | 847                    | 52°15′27″ пн. ш. 23°29′44″ сх. д. / 52.25750° пн. ш. 23.49556° сх. д. |
| Великі Щитники  | село         | 66                     | 52°15′6″ пн. ш. 23°27′39″ сх. д. / 52.25167° пн. ш. 23.46083° сх. д.  |
| Кошилове        | село         | 106                    | 52°15′10″ пн. ш. 23°37′6″ сх. д. / 52.25278° пн. ш. 23.61833° сх. д.  |
| Кустин          | село         | 132                    | 52°16′25″ пн. ш. 23°29′39″ сх. д. / 52.27361° пн. ш. 23.49417° сх. д. |
| Лищиці          | село         | 98                     | 52°15′37″ пн. ш. 23°32′1″ сх. д. / 52.26028° пн. ш. 23.53361° сх. д.  |
| Люта            | село         | 123                    | 52°17′59″ пн. ш. 23°28′35″ сх. д. / 52.29972° пн. ш. 23.47639° сх. д. |
| Малі Зводи      | село         | 399                    | 52°18′18″ пн. ш. 23°28′38″ сх. д. / 52.30500° пн. ш. 23.47722° сх. д. |
| Малі Сухаревичі | село         | 11                     | 52°14′46″ пн. ш. 23°38′29″ сх. д. / 52.24611° пн. ш. 23.64139° сх. д. |
| Малі Щитники    | село         | 83                     | 52°14′5″ пн. ш. 23°29′56″ сх. д. / 52.23472° пн. ш. 23.49889° сх. д.  |
| Морозовичі      | село         | 49                     | 52°17′38″ пн. ш. 23°31′32″ сх. д. / 52.29389° пн. ш. 23.52556° сх. д. |
| Огородники      | село         | 19                     | 52°17′13″ пн. ш. 23°31′20″ сх. д. / 52.28694° пн. ш. 23.52222° сх. д. |
| Остромечеве     | агромістечко | 1886                   | 52°16′3″ пн. ш. 23°35′7″ сх. д. / 52.26750° пн. ш. 23.58528° сх. д.   |
| Погуб'ятичі     | село         | 7                      | 52°16′45″ пн. ш. 23°24′15″ сх. д. / 52.27917° пн. ш. 23.40417° сх. д. |
| Рудавець        | село         | 51                     | 52°17′54″ пн. ш. 23°36′4″ сх. д. / 52.29833° пн. ш. 23.60111° сх. д.  |
| Сегеневщина     | село         | 28                     | 52°17′2″ пн. ш. 23°25′45″ сх. д. / 52.28389° пн. ш. 23.42917° сх. д.  |
| Цюприки         | село         | 45                     | 52°17′17″ пн. ш. 23°34′24″ сх. д. / 52.28806° пн. ш. 23.57333° сх. д. |
| Яцковичі        | село         | 378                    | 52°15′47″ пн. ш. 23°25′3″ сх. д. / 52.26306° пн. ш. 23.41750° сх. д.  |

## Населення
За переписом населення Білорусі 2009 року чисельність населення сільської ради становило 4328 осіб.

### Національність
Розподіл населення за рідною національністю за даними перепису 2009 року:
| Національність               | Осіб | Відсоток |
| ---------------------------- | ---- | -------- |
| білоруси                     | 3195 | 73,82 %  |
| росіяни                      | 520  | 12,01 %  |
| українці                     | 500  | 11,55 %  |
| поляки                       | 34   | 0,79 %   |
| вірмени                      | 22   | 0,51 %   |
| німці                        | 13   | 0,30 %   |
| молдовани                    | 7    | 0,16 %   |
| татари                       | 6    | 0,14 %   |
| чуваші                       | 6    | 0,14 %   |
| марійці                      | 6    | 0,14 %   |
| національність не вказана    | 4    | 0,09 %   |
| литовці                      | 2    | 0,05 %   |
| узбеки                       | 2    | 0,05 %   |
| башкири                      | 2    | 0,05 %   |
| корейці                      | 2    | 0,05 %   |
| дві та більше національності | 2    | 0,05 %   |
| азербайджанці                | 1    | 0,02 %   |
| туркмени                     | 1    | 0,02 %   |
| латиші                       | 1    | 0,02 %   |
| гагаузи                      | 1    | 0,02 %   |
| комі-перм'яки                | 1    | 0,02 %   |
| Разом                        | 4328 | 100 %    |